# XO-2b
XO-2b는 살쾡이자리에 있는 별 XO-2 주위를 돌고 있는 외계 행성이다. 이 행성은 2007년 버키스 연구진이 천이법을 이용해 발견했다. XO 망원경을 이용해 발견한 두 번째 외계행성이기도 하다.
통과법을 이용해 발견한 다른 외계 행성들처럼, XO-2b는 뜨거운 목성(목성과 비슷한 질량을 갖고 있으나 어머니 항성에 매우 가깝기 때문에 표면온도가 매우 뜨거운 행성)으로, 유효온도는 약 1200 켈빈일 것으로 추측하고 있다. 어머니 항성을 한 바퀴 도는 데에는 2.6일이 걸리며, 어머니 항성과의 거리는 0.0369 천문단위이다. 질량은 목성의 57퍼센트, 반지름은 목성의 97퍼센트이다. 질량에 비해 반지름은 큰 편인데, 이는 뜨거운 열기 때문에 대기 상층부가 팽창해 있기 때문이다. 질량과 부피를 통해 구한 이 행성의 밀도는 820 kg/m3으로, 물보다 작다.

## 참고 문헌
- Christopher J. Burke, P. R. McCullough, J. A. Valenti, F. J. Summers, J. E. Stys, C. M. Johns-Krull, K. A. Janes, J. N. Heasley, R. Bissinger, M. Fleenor, C. N. Foote, E. Garcia-Melendo, B. L. Gary, P. J. Howell, F. Mallia, G. Masi, T. Vanmunster (2007). “XO-2b: A Transiting Hot Jupiter in a Metal-rich Common Proper Motion Binary”. 《American Astronomical Society》 39 (033.02): 1. 2007년 9월 28일에 원본 문서에서 보존된 문서. 2007년 9월 22일에 확인함.
- BURKE Ch., McCULLOUGH P., VALENTI J., JOHNS-KRULL Ch., JANES K., HEASLEY J., SUMMERS F., STYS J., BISSINGER R., FLEENOR M., FOOT C., GARCIA-MELENDO E., GARY B., HOWELL P., MALLIA F., MASI G., TAYLOR B. & VANMUSTER T. (2007). “XO-2b: Transiting Hot Jupiter in a Metal-rich Common Proper Motion Binary”. 《Astronomy & Astrophysics》.